# Reichsverteidigungskommissar
Reichsverteidigungskommissar was een ambt (Duits voor: Rijksverdedigingscommissaris) dat met het uitbreken van de Tweede Wereldoorlog op aanwijzing van Adolf Hitler per 1 september 1939 middels een verordening werd ingesteld. Het waren uitsluitend de gouwleiders die het nieuwe ambt opgedragen konden worden.

## Benoeming 1939
De gehele civiele rijksverdediging werd aan de Reichsverteidigungskommissaren overgedragen. Iedere Reichsverteidigungskommissar was verantwoordelijk voor een van de gezamenlijke 18 militaire districten (Wehrkreis). In de nauwe afstemming met de Wehrkreisbefehlshabern zou de Reichsverteidigungskommissar een eenheids-leiding voor alle civiele administratieve takken waarborgen. Zo bezaten zij de bevoegdheid, om orders te kunnen geven aan het civiel gezag aangaande zaken met betrekking tot Reichsverteidigung in hun Wehrkreis. De Reichsverteidigungskommissaren droegen de verantwoording voor de voorbereiding en de inzet van Luftschutzes. En de evacuatie van de bedreigde gebieden. De Reichsverteidigungskommissar stond onder bevel van de minister van Binnenlandse Zaken en was tegelijkertijd het orgaan van de Ministerrats für die Reichsverteidigung. Instructiebevoegd waren de Generalbevollmächtigte für die Reichsverwaltung und für die Wirtschaft evenals de hoogste rijksdiensten.
Per 1 september 1939 werden de volgende NSDAP-gouwleiders tot Reichsverteidigungskommissar benoemd:
| Wehrkreis          | Reichsverteidigungskommissar                                                  |
| ------------------ | ----------------------------------------------------------------------------- |
| WKI Koningsbergen  | Erich Koch, Oberpräsident van Oost-Pruisen                                    |
| WK II Stettin      | Franz Schwede, Oberpräsident van Pommeren                                     |
| WK III Berlijn     | Emil Stürtz, Oberpräsident van Brandenburg                                    |
| WK IV Dresden      | Martin Mutschmann, Reichsstatthalter van Saksen                               |
| WK V Stuttgart     | Wilhelm Murr, Reichsstatthalter van Württemberg                               |
| WK VI Münster      | Josef Terboven, Oberpräsident van de Rijnprovincie                            |
| WK VII München     | Adolf Wagner, Beierse minister van Binnenlandse Zaken                         |
| WK VIII Breslau    | Josef Wagner, Oberpräsident van Silezië                                       |
| WK IX Kassel       | Fritz Sauckel, Reichsstatthalter van Thüringen                                |
| WK X Hamburg       | Karl Kaufmann, Reichsstatthalter van Hamburg                                  |
| WK XI Hannover     | Rudolf Jordan, Reichsstatthalter van Braunschweig en Anhalt                   |
| WK XII Wiesbaden   | Jakob Sprenger, Reichsstatthalter van Hessen                                  |
| WK XIII Neurenberg | Adolf Wagner, Beierse minister van Binnenlandse Zaken, Gouwleider van München |
| WK XVII Wenen      | Josef Bürckel, Gouwleider van Wenen                                           |
| WK XVIII Salzburg  | Friedrich Rainer, Reichsstatthalter van Salzburg en Karinthië                 |
| WK XX Danzig       | Albert Forster, Gouwleider en Reichsstatthalter van Danzig                    |

## Herstructurering 1942
De verordening van 1 september 1939 werd meerdere malen herzien, dit mede omdat het militair districten elkaar overlapte met verschillende gouwen, provinciën en landen. Competentieconflicten met machtsbewuste gouwleiders, die niet tot Reichsverteidigungskommissar benoemd waren was dan ook onvermijdelijk. Om deze tijdens het verloop van de oorlog scherper wordende conflicten te neutraliseren, werd er in de "verordening over de Reichsverteidigungskommissar een standaardisering van de economische administratie" van 16 november 1942, dat de partijgouwen tot Reichsverteidigungsbezirken (RVB) maakte. Elke gouwleider werd hierna automatisch Reichsverteidigungskommissar en uit de 18 RVB werden met één slag 42 bzw. 43 RVB.

## Het einde van de oorlog
Aan het einde van de oorlog, droeg het ambt van Reichsverteidigungskommissar een aanzienlijke machtsuitbreiding voor de gouwleiders en de NSDAP jegens de rijks-autoriteiten bij. De autonomie en machtsuitbreiding van de Reichsverteidigungskommissar stond tegenover de eigen betrokkenheid in de Totale oorlog, die Joseph Goebbels als "Rijksgevolmachtigde voor de totale oorlogsinzet" op 25 juli 1944 eiste nog verhoogd. De Reichsverteidigungskommissar werden daarmee definitief tot politiek en ideologisch instrument gemaakt, die de maximale mobilisatie van alle middelen in het binnenland bij het aanzien van de dreigende nederlaag tot doel had.